# Oncidium leleui
Oncidium leleui är en orkidéart som beskrevs av Rolando Jiménez Machorro och Soto Arenas. Oncidium leleui ingår i släktet Oncidium och familjen orkidéer. Inga underarter finns listade i Catalogue of Life.